# Бентон (округ, Индиана)
Бе́нтон (англ. Benton County) — округ в штате Индиана, США. Официально образован в 1840 году. По состоянию на 2010 год, численность населения составляла 8 854 человека.

## География
По данным Бюро переписи США, общая площадь округа равняется 1 052,862 км2, из которых 1 052,629 км2 суша и 0,090 км2 или 0,020 % это водоёмы.

## Население
По данным переписи населения 2000 года в округе проживает 9 421 жителей в составе 3 558 домашних хозяйств и 2 547 семей. Плотность населения составляет 9,00 человек на км2. На территории округа насчитывается 3 818 жилых строений, при плотности застройки около 4,00-х строений на км2. Расовый состав населения: белые — 96,90 %, афроамериканцы — 0,21 %, коренные американцы (индейцы) — 0,14 %, азиаты — 0,08 %, гавайцы — 0,00 %, представители других рас — 1,28 %, представители двух или более рас — 1,38 %. Испаноязычные составляли 2,60 % населения независимо от расы.
В составе 35,20 % из общего числа домашних хозяйств проживают дети в возрасте до 18 лет, 59,50 % домашних хозяйств представляют собой супружеские пары проживающие вместе, 8,50 % домашних хозяйств представляют собой одиноких женщин без супруга, 28,40 % домашних хозяйств не имеют отношения к семьям, 24,50 % домашних хозяйств состоят из одного человека, 12,80 % домашних хозяйств состоят из престарелых (65 лет и старше), проживающих в одиночестве. Средний размер домашнего хозяйства составляет 2,59 человека, и средний размер семьи 3,09 человека.
Возрастной состав округа: 27,90 % моложе 18 лет, 7,10 % от 18 до 24, 27,80 % от 25 до 44, 21,50 % от 45 до 64 и 21,50 % от 65 и старше. Средний возраст жителя округа 37 лет. На каждые 100 женщин приходится 98,60 мужчин. На каждые 100 женщин старше 18 лет приходится 92,10 мужчин.
Средний доход на домохозяйство в округе составлял 39 813 USD, на семью — 46 869 USD. Среднестатистический заработок мужчины был 30 592 USD против 22 169 USD для женщины. Доход на душу населения составлял 17 220 USD. Около 3,50 % семей и 5,50 % общего населения находились ниже черты бедности, в том числе — 6,00 % молодежи (тех, кому ещё не исполнилось 18 лет) и 4,50 % тех, кому было уже больше 65 лет.